# Манназ
| Название                  | Пра- германское | Древне- английское | Древне- скандинавское | Древне- скандинавское |
| ------------------------- | --------------- | ------------------ | --------------------- | --------------------- |
| Название                  | *Mannaz         | Mann               | Maðr                  | Maðr                  |
| Название                  | «человек»       |                    |                       |                       |
| Форма                     | Старший футарк  | Футорк             | Младший футарк        | Младший футарк        |
| Форма                     |                 |                    |                       |                       |
| Unicode                   | ᛗ U+16D7        | ᛗ U+16D7           | ᛘ U+16D8              | ᛙ U+16D9              |
| Транслитерация            | m               | m                  | m                     | m                     |
| Транскрипция              | m               | m                  | m                     | m                     |
| МФА                       | [m]             | [m]                | [m]                   | [m]                   |
| Позиция в руническом ряду | 20              | 20                 | 14                    | 14                    |

Ма́нназ — двадцатая руна старшего футарка и тринадцатая руна младшего футарка. Название буквально означает «человек», «мужчина». Означает звук [m].

## Старший футарк
В старшем футарке (ᛗ) руна называется *mannaz от прагерм. *mannz/mannô, что означает «мужчина» или «человек».

## Англосаксонские руны
В англосаксонском футарке является двадцатой руной и называется Mann с тем же значением.
Также в англосаксонском футарке есть руна stan (ᛥ), которая похожа на отзеркаленную руну Mann и означает звукосочетание [st].

## Младшие руны
В младших рунах (ᛘ) называлась Maðr (др.-сканд. «человек», «мужчина») и была тринадцатой по ряду в алфавите. Графически похожа на старшую руну Альгиз.

## Упоминания в рунических поэмах[1]
| Поэма           | Оригинал | Перевод |
| --------------- | --- | --- |
| Англосаксонская | Mann biþ on myrgþe · his mágan léof: sceal þéah ánra gehwilc · óþrum swícan, forþam dryhten wille · dóme síne þæt earme flæsc · eorþan betæcan. | Человек — счастлив, родне своей люб, но должен каждый прочих покинуть потому, что волей Господа, его повелением, эта жалкая плоть земле будет предана |
| Норвежская      | Maðr er moldar auki; mikil er græip á hauki. | Человек — праха приплод; велик коготь у ястреба. |
| Исландская      | Maðr er manns gaman ok moldar auki ok skipa skreytir.                                                                                           | Человек — радость людям, и земли прибавленье, и украшение судна.                                                                                      |